# Vlag van Kayin

Vlag van Kayin

De vlag van Kayin heeft een blauw-wit-rode horizontale driekleur met een witte ster linksboven in de blauwe band. De driekleurige vlag (ondersteboven) is overgenomen door verschillende etnisch-Karense organisaties en politieke partijen, vaak met verschillende symbolen in het midden.

Vlag varianten
Vlag van de Democratic Karen Buddhist Army
Vlag van de Karen National Union
Vlag van de Karen National Defence Organisation